# Beihai
Beihai (kinesisk: 北海, pinyin: Běihǎi, kantonesisk: Pakhoi) er en kinesisk havneby og by på præfekturniveau i den autonome region Guangxi i Syd-Kina ved Kinas kyst til Tonkinbugten og grænsen til Vietnam. Præfekturet har et areal på 3.337 km² og en befolkning på 1.560.000 mennesker, med en tæthed på 467 indb./km² (2007).
Byen er en vigtig fiskeri- og handelshavn ved Tonkinbugten. Den blev åbnet for udenlandsinvesteringer og udenrigshandel i 1984 og har en stor værftsindustri, fødevarevareindustri og alskens produktion af udstyr for søfarten. Kinas vigtigste perlebanker er i dette område. Byen har fået ry for at være tilholdssted for sørøvere. 

## Administration
Bypræfekturet Guigang har jurisdiktion over 3 distrikter (区 qū) og et amt (县 xiàn).
| Kort             | Kort        | Kort     | Kort           | Kort                   | Kort        | Kort      | Kort | Kort |
| ---------------- | ----------- | -------- | -------------- | ---------------------- | ----------- | --------- | ---- | ---- |
| Kort over Beihai |             |          |                |                        |             |           |      |      |
| #                | Navn        | Hanzi    | Pinyin         | Befolkning (2003 est.) | Areal (km²) | Indb./km² |      |      |
| Distrikter       |             |          |                |                        |             |           |      |      |
| 1                | Haicheng    | 海城区   | Hǎichéng Qū    | 260.000                | 140         | 1 857     |      |      |
| 2                | Yinhai      | 银海区   | Yínhǎi Qū      | 130.000                | 423         | 307       |      |      |
| 3                | Tieshangang | 铁山港区 | Tiěshāngǎng Qū | 160.000                | 394         | 408       |      |      |
| Amter            |             |          |                |                        |             |           |      |      |
| 4                | Hepu        | 合浦县   | Hépǔ Xiàn      | 930.000                | 2.380       | 391       |      |      |

## Historie
Efter at den sino-britiske Chefookonventionen blev undertegnet i 1876 etablerede otte vestlige stater (Storbritannien, USA, Tyskland, Østrig-Ungarn, Frankrig, Italien, Portugal og Belgien) sig i byen med konsulater, hospitaler, kirker, skoler og toldhuse. Der er (2008) stadig femten af disse vestlige bygninger i Beihai. 
Kinesiske myndigheder definerede byen som sted for international turisme (旅遊對外開放城市) i 1982.

## Trafik
Kinas rigsvej 209 ender i Beihai. Den begynder i Hohhot i Indre Mongoliet, krydser gennem provinserne Shanxi, Henan, Hubei, Hunan og ender i Beihai.
21°28′N 109°06′Ø / 21.467°N 109.100°Ø
- Wikimedia Commons har flere filer relateret til Beihai